# Teresa Ruggeri
Pour les articles homonymes, voir Ruggeri.
Teresa Ruggeri (parfois écrit Ruggieri) est une chanteuse soprano d'opéra italienne active des années 1820 aux années 1840.

## Rôles[1],[2]
- 1827 : Zarele, Gli arabi nelle Gallie de Giovanni Pacini, création mondiale, La Scala de Milan
- 1841 : Francisca, Maria Padilla (en) de Gaetano Donizetti, création mondiale, La Scala de Milan
- 1842 : Anna, Nabucco de Giuseppe Verdi, création mondiale, La Scala de Milan
- 1843 : Viclinda, I Lombardi alla prima crociata de Giuseppe Verdi, création mondiale, La Scala de Milan
- 1829 : Barone Aspasia, La pietra del paragone de Gioachino Rossini, La Scala de Milan
- 1835 : Giannetta, L'elisir d'amore de Donizetti, La Scala de Milan
- 1839 : Alisa, Lucia di Lammermoor de Donizetti, La Scala de Milan
- 1840 : La Marquise de Birkenfeld, La Fille du régiment, La Scala de Milan
- 1844 : Giovanna, Ernani de Verdi, La Scala de Milan
- 1830 : Adrane, Annibale in Torino de Luigi Ricci, création mondiale, Teatro Regio di Torino
- 1832 : Berta, I normanni a Parigi de Saverio Mercadante, création mondiale, Teatro Regio di Torino
- 1831 : Alaide, La straniera de Vincenzo Bellini, Teatro Regio di Torino
- 1832 : rôle-titre, Gabriella di Vergy de Mercadante, Teatro Regio di Torino
- 1835 : Isabella, Robert le diable de Giacomo Meyerbeer, Teatro della Canobbiana[1].